# Paracraga necoda
Paracraga necoda is een vlinder uit de familie van de Dalceridae. De wetenschappelijke naam van de soort is voor het eerst geldig gepubliceerd in 1901 door Druce.